# Shah-Jahan-Moschee (Woking)

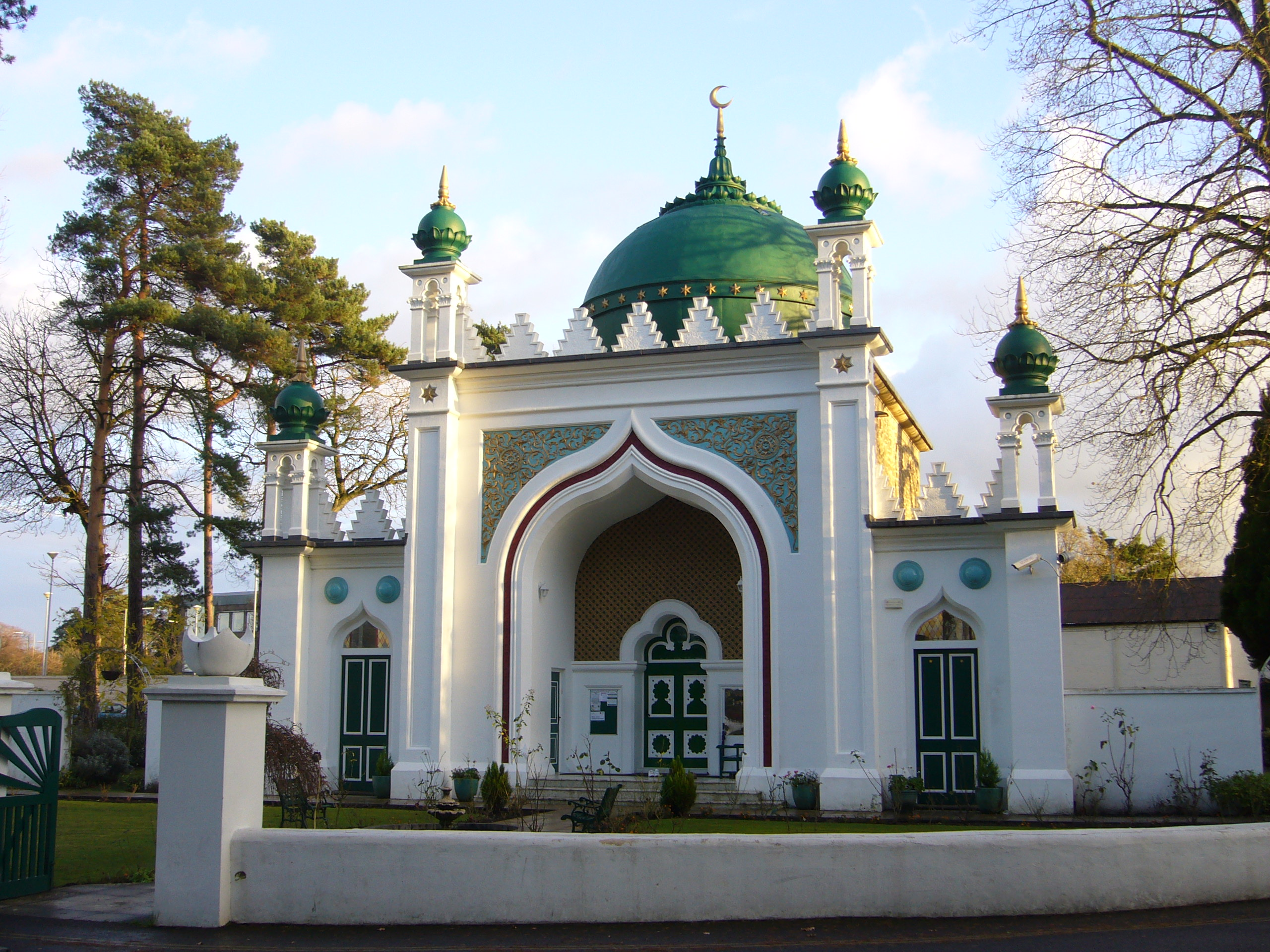
Shah-Jahan-Moschee

Die Shah-Jahan-Moschee (auch bekannt als Woking Mosque) ist die älteste Moschee des Vereinigten Königreichs und befindet sich in Woking, 50 km südwestlich von London, in der Oriental Road.

## Geschichte

### Bau

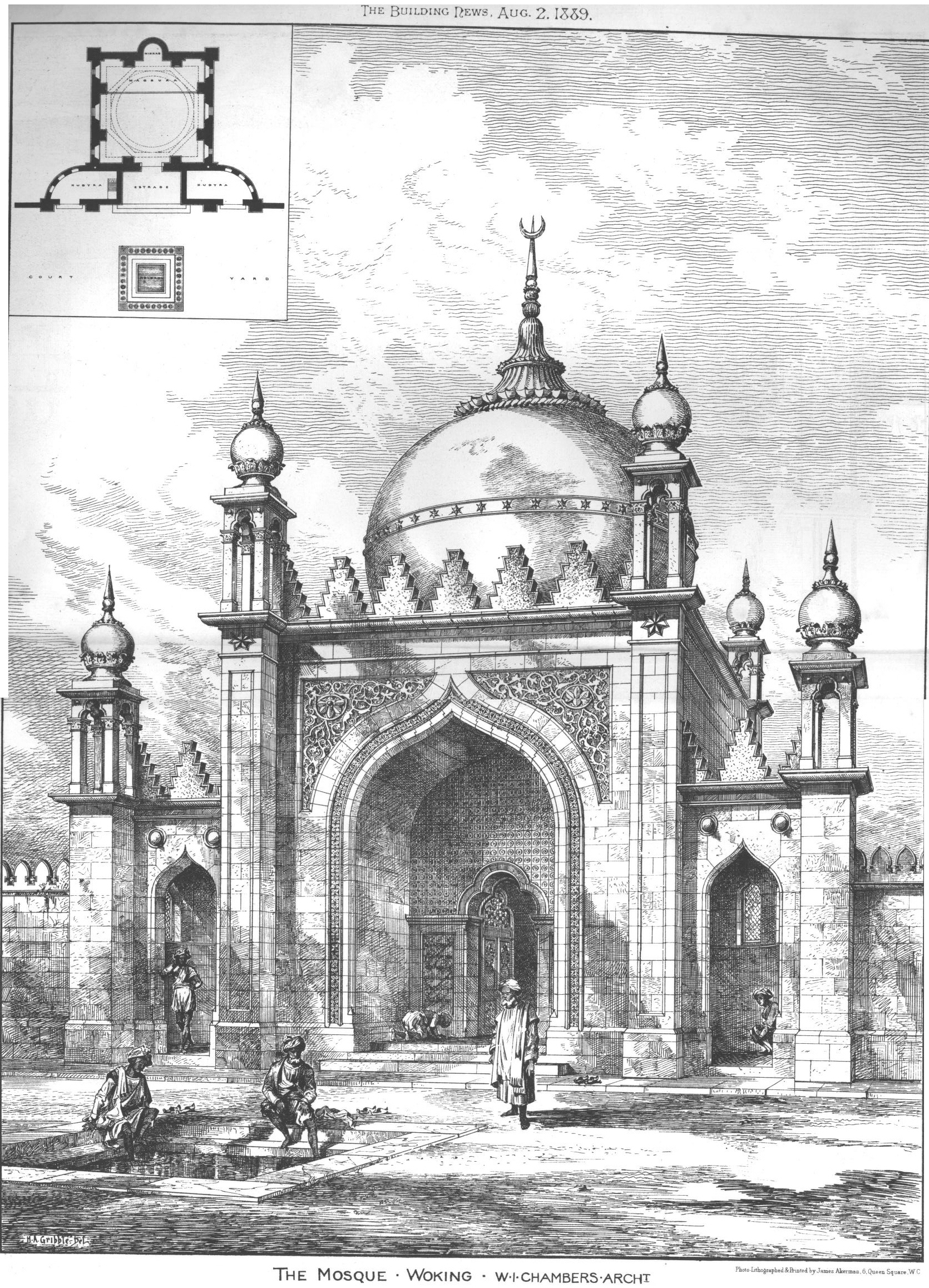
Gemälde von W. I. Chambers, in The Building News and Engineering Journal, 2. August 1889

Die Shah-Jahan-Moschee wurde 1889 als eine der ersten Moscheen Westeuropas von dem Orientalisten Gottlieb William Leitner in indisch-sarazenischem Stil im Auftrag von Sultan Shah Jahan Begum (1838–1901), erbaut und wird seitdem von einer Stiftung (Waqf) unterhalten. Shah Jahan war eine von mehreren muslimischen Herrscherinnen des Fürstenstaats Bhopal, die diesen von 1819 bis 1926 regierten.
Shah Jahan spendete beträchtliche Summen für den Bau der Moschee in Woking. Zudem trug sie auch zur Gründung des Muhammadan Anglo-Oriental College in Aligarh bei, das heute in der Aligarh Muslim University integriert ist.
Eine Zeichnung des Architekten W. I. Chambers der Woking Mosque wurde kurz vor der Vollendung der Moschee am 2. August 1889 im „The Building News and Engineering Journal“ veröffentlicht. Im Oktober oder November 1889 wurde die Moschee für die Öffentlichkeit eröffnet.

### Nutzung
In der Zeit zwischen 1900 und 1912 wurde die Moschee kaum noch genutzt. 1913 wollte Leitners Sohn die Moschee an einen Stadtplaner verkaufen. Da fasste der gerade in England angekommene indische Jurist Khwaja Kamal ud-Din den Entschluss, die Moschee für den Aufbau einer Mission zu nutzen. Er klagte mit dem Argument, dass einer Moschee die gleichen Rechte und Status wie einer Kirche zustünden und gewann vor Gericht. So konnte er die Moschee für einen formellen Geldbetrag vom Vorbesitzer übernehmen.
Imame der Moschee waren u. a. Khwaja Kamal ud-Din, Sadr ud-Din, Abdul Majid, H. E. Shaikh Hafiz Wahba, Marmaduke Pickthall, Muhammad Yakub Khan, Mr. William Bashyr Pickard, Mustafa Khan, Khwaja Nazir Ahmad, Aftab-ud-Din Ahmad, Sheikh Nasir Ahmad, Muhammad Yahya Butt, Mr. Iqbal Ahmad, Ghulam Rabbani Khan, Sheikh Muhammad Tufail.
Aktueller Imam der Moschee ist der Mufti Liaquat Ali Amod.

## Woking Muslim Mission

### Gründung
Die Missionsstation wurde 1913 von Khwaja Kamal ud-Din gegründet, der sich von Ende 1912 bis August 1914 im Auftrag von Nuur ud-Din in England aufhielt. Nach der Teilung der Ahmadiyya-Bewegung 1914 blieb Khwaja Kamal ud-Din mit dem Lahore-Zweig verbunden.
Die Ahmadiyya Andschuman Ischat-i-Islam Lahore (AAIIL) in Woking stellte den Imam der Shah-Jahan-Moschee bis etwa 1964. Bis Mitte der 1960er Jahre war die Woking Mosque und die Missionsstation das Zentrum des Islam in England. Seitdem wird die Moschee von sunnitischen Muslimen genutzt.

### Arbeit
Khwaja Kamal ud-Din begann seine Arbeit, indem er das Freitagsgebet für die muslimischen Studenten in London organisierte.
Ab Februar 1913 veröffentlichte er das monatlich erscheinende Journal The Islamic Review, das für 55 Jahre das wichtigste islamische Journal in der westlichen Welt blieb.
Während des Islamischen Opferfest versammelten sich in der Woking Mosque Muslime aller Nationen. Woking wurde in jenen Tagen aufgrund des multinationalen Spektakels in seiner Vielfalt zu einer Art Mekka-Miniatur im Westen.
Menschen in England, die zum Islam konvertierten, taten dies bis in die 1960er Jahre in aller Regel in der Woking Muslim Mission. 1924 wurde die muslimische Bevölkerung Englands auf insgesamt 10 000 geschätzt, davon waren 1000 Konvertiten.

### Heutige Rezeption
Einige Muslime, die in jüngster Zeit kurze Historien des Islam in England verfassten, erwähnen die Woking Muslim Mission nicht, obwohl sie das Zentrum des Islam in England für über 50 Jahre darstellte. Auf der aktuellen Webseite der Moschee findet sich in Bezug auf die Mission („Within a few years, through the work of Kamal-ud-Din and his Muslim Mission Islam had established a definite foothold within England …“) kein Hinweis auf die AAIIL.
Islam – Our Choice
1961 brachte die Woking Muslim Mission das Buch „Islam – Our Choice“, das viele Berichte von Islamkonvertiten enthielt, die ihren Weg zum Islam veranschaulichten. Die meisten dieser Berichte wurden der Islamischen Revue entnommen. Heute zirkuliert eine Auflage dieses Buches, die von anderen muslimischen Autoren zensiert wurde, indem alle Erwähnungen der Woking Mission sowie der Name Khwaja Kamal ud-Din und der vieler anderer Lahore Ahmadiyya Missionare entfernt wurden.